# Okręty podwodne typu Marcello
Marcello – typ włoskich oceanicznych okrętów podwodnych z okresu II wojny światowej.
W latach 1938-39 zbudowano 11 jednostek tego typu dla Regia Marina (włoska marynarka wojenna). Służbę bojową rozpoczęły na Morzu Śródziemnym; w sierpniu 1940 przebazowane do niemieckiej bazy morskiej w Bordeaux. Cztery okręty zostały zatopione w czasie działań na Atlantyku; dwa przekształcono w podwodne transportowce celem prowadzenia wymiany handlowej z Japonią. Jeden z nich ("Comandante Cappellini") został przejęty przez niemiecką Kriegsmarine jako UIT-24, a następnie przez marynarkę japońską jako I-503.
Okręty podwodne typu Marcello:
- „Agostino Barbarigo”(inne języki) – zatopiony 16 czerwca 1943
- "Comandante Cappellini" (Cappellini) – przejęty przez Niemców 8 września 1943
- „Comandante Faà di Bruno(inne języki)” (Faà di Bruno) – zaginiony po 31 października 1940
- „Enrico Dandolo”(inne języki) – złomowany po wojnie
- „Angelo Emo”(inne języki) – zatopiony 10 listopada 1942
- „Lorenzo Marcello”(inne języki) – zatopiony 22 lutego 1941
- „Lazzaro Mocenigo”(inne języki) – zatopiony 14 marca 1941
- „Francesco Morosini”(inne języki) – zatopiony 11 sierpnia 1942
- "Nani" – zatopiony 7 stycznia 1941
- „Andrea Provana”(inne języki) – zatopiony 17 czerwca 1940
- „Sebastiano Veniero”(inne języki) – zatopiony 7 czerwca 1942